# Цифровизация в Азербайджане
Цифровизация в Азербайджане — цифровая трансформация системы государственного управления в Азербайджане.

## Электронное правительство
В соответствии с указом Президента АР «О мерах по развитию электронного правительства и переходу на цифровое правительство» от 14 марта 2018 года №1885 создан Центр развития электронного правительства, который подчиняется Государственному Агентству по обслуживанию граждан и социальным инновациям.
Центр развития занимается внедрением электронных услуг в Азербайджане. Центр развития предоставляет электронные услуги всем гражданам, проживающим на территории и вне территории Азербайджана, юридическим и физическим лицам, иностранным гражданам и лицам без гражданства с использованием современных информационных технологий.
11 октября 2021 года при Министерстве цифрового развития и транспорта Азербайджана создано Агентство инноваций и цифрового развития. Агентство ответственно за координацию, реализацию, контроль и регулирование деятельности в области построения цифрового правительства и цифрового общества.

## Общие сведения
Министерства и другие государственные органы Азербайджана предоставляют онлайн услуги посредством портала egov.
egov предоставляет возможность получить онлайн государственные лицензии, совершить платежи в государственные органы, получить официальные документы, справки от различных государственных органов.
Портал «MyGov» представляет собой личный кабинет, где граждане могут собирать личную информацию, в том числе финансовую, образовательную и другую.
Почти один миллион граждан Азербайджанской Республики и около 900 000 иностранцев воспользовались почти 500 услугами, предоставляемыми Центром. В целом, услугами воспользовались граждане 173 стран.
Услуги многих министерств и ведомств переносятся в цифровой формат. Для их получения достаточно доступа в интернет. Результат предоставляется также посредством интернет.
У министерств созданы сайты и аккаунты в социальных сетях. Сайты представлены на азербайджанском, русском, и английском языках. Законодательно в положениях о государственных органах Азербайджана прописываются обязанности создать и поддерживать в актуальном состоянии сайт, размещать и постоянно обновлять информацию на сайте.
Электронные услуги предоставляются как посредством портала egov, так и посредством специальных сайтов отдельных министерств.
В 2022 году 26 государственных структур интегрированы в правительственное облако. На 2023 год запланирована интеграция ещё 22 государственных структур.
1 декабря 2023 года Агентством инноваций и цифрового развития представлен бренд Digital.Azerbaijan. Под данным брендом планируется реализация проектов Digital.Academy, Digital.finance, Mygov, Digital.docs, Digital.login.
28 июня 2024 года внедрена возможность предъявления цифрового удостоверения личности через информационную систему электронного правительства.

## Цифровизация в различных сферах
Введены электронная таможенная декларация и электронные таможенные уведомления.
2 декабря 2022 года внедрена электронная эмиссия ценных бумаг. 
С 10 января 2023 года открыт онлайн доступ к персональной кредитной истории. 
Ведётся перевод страховых полисов в цифровой формат. 
Внедряется электронная цифровая подпись SİMA İmza. Электронная цифровая подпись доступна гражданам Азербайджана, иностранным гражданам, индивидуальным предпринимателям. 
В 2020 году Государственный таможенный комитет Азербайджана запустил мобильное приложение «Smart Customs». В приложении действует 12 электронных сервисов. На апрель 2025 года в приложении зарегистрировано более 1,1 миллиона пользователей IOS и более 930 тысяч пользователей Android. 

### В области занятости
В Министерстве труда и социальной защиты Азербайджана из 173 социальных услуг 110 оказываются в электронном виде, 48 — в проактивном порядке. Действует электронный социальный портал e-sosial.az. В электронном виде осуществляется назначение социальных выплат, выдаются электронные справки.
С 1 января 2023 года начато заключение трудовых договоров в электронном виде. С августа 2024 года начат перевод действующих заключённых трудовых договоров в электронную форму.
Создаются электронная биржа труда, электронная карта занятости, электронный банк вакансий.

### В системе образования
Дипломы, выданные ВУЗами, вносятся в электронную систему данных Электронного Правительства.

### В системе налогообложения
С 2011 года внедрена электронная регистрация индивидуальных предпринимателей в налоговых органах.  С 2012 года внедрена электронная регистрация юридических лиц в налоговых органах. На апрель 2023 года Государственная налоговая служба Азербайджана оказывает 64 государственные услуги в цифровом формате.

### В сфере юстиции
На декабрь 2023 года более 30 видов услуг Министерства юстиции Азербайджана оказывается в цифровом формате.
В 77 судах АР внедрена электронная судебная система. Создана система «Электронный суд», осуществление судопроизводства путём видеоконференцсвязи. Осуществляется электронная публикация принимаемых судебных решений.
Внедрена система «Мобильный нотариат». 
В июне 2023 года Министерством юстиции запущена платформа «ƏN TEZ». Служба позволяет дистанционно обращаться в министерство посредством видеозвонка, пользоваться в онлайн формате нотариальными услугами, осуществлять государственную регистрацию актов гражданского состояния, обращаться в суд и возбуждать исполнительное производство по исполнению судебных решений, получать онлайн иные услуги Министерства. Служба внедряется в центрах DOST, службе «ASAN», Международном аэропорту Гейдар Алиев. 

### SIMA Imza
SIMA Imza является электронной цифровой подписью (ЭЦП). Получить ЭЦП вправе любой гражданин Азербайджана, индивидуальный предприниматель, иностранный гражданин, постоянно проживающий в Азербайджане. Для получения подписи необходимо удостоверение личности (либо иной удостоверяющий документ).
Зарегистрировать цифровую подпись можно с помощью мобильного приложения. Юридически «SIMA Imza» эквивалентна собственноручной подписи.
Действие приложения основано на технологии распознавания лиц.
SIMA Imza используется более 40 организациями Азербайджана, в том числе банками, небанковскими финансовыми организациями, страховыми компаниями, GSM-операторами, государственными органами. Приложение используется на более 80 государственных электронных порталах.
Приложение SIMA Imza было презентовано  11 февраля 2022 года. На 30 марта 2024 года количество загрузок мобильного приложения SIMA Imza превысило 1 млн.

### В здравоохранении
В 2023 году внедрена информационная система «Электронный эпикриз», включающая единый реестр выписок из историй болезни граждан.
С ноября 2023 года Министерством здравоохранения начато внедрение системы «Электронный рецепт», посредством которой врачи выписывают рецепты в электронном виде. Рецепты выписываются в электронном виде государственными и частными медицинскими организациями. Выписанные электронные рецепты регистрируются. Доступна история выписанных рецептов в отношении каждого пациента.
Внедряется электронная система мониторинга и слежения за движением лекарственных препаратов.

## Цифровые порталы
- Электронный портал Правительства — https://www.e-gov.az/en
- В области таможни — https://e.customs.gov.az/
- Служба «ASAN» — https://asan.gov.az/en
- Электронный портал в области социального обеспечения — https://e-sosial.az/#/index
- Персональная кредитная история — https://accr.e-cbar.az/